# Marion Clignet
Marion Clignet (Hyde Park, 22 februari 1964) is een voormalig professioneel wielrenster uit Frankrijk, die werd geboren in de Amerikaanse staat Illinois. Ze reed zowel op de baan als op de weg. Clignet vertegenwoordigde haar tweede vaderland driemaal op rij bij de Olympische Spelen: 1992, 1996 en 2000, en won tweemaal (1996 en 2000) een zilveren medaille op het onderdeel individuele achtervolging op de baan. 

## Erelijst
1991
- 1e in Franse kampioenschappen (baan), achtervolging, Elite
- 1e in Franse kampioenschappen, wegwedstrijd, Elite
- 1e in Wereldkampioenschappen, 50 km ploegentijdrit, Elite

met Nathalie Gendron, Catherine Marsal en Cécile Odin
- 3e in Wereldkampioenschappen (baan), achtervolging, Elite

1992
- 2e in Franse kampioenschappen (baan), achtervolging, Elite
- 2e in Franse kampioenschappen, wegwedstrijd, Elite
- 3e in Eindklassement Tour de Bretagne
- 33e in Olympische Spelen, wegwedstrijd, Elite

1993
- 1e in Franse kampioenschappen, wegwedstrijd, Elite
- 2e in Eindklassement Tour de Bretagne
- 2e in Eindklassement Grande Boucle Féminine Internationale
- 2e in Wereldkampioenschappen (baan), achtervolging, Elite
- 3e in Eindklassement Tour de l'Aude Cycliste Féminin

1994
- 1e in Chrono des Herbiers
- 1e in Wereldkampioenschappen (baan), achtervolging, Elite

1995
- 1e in Franse kampioenschappen (baan), achtervolging, Elite

1996
- 1e in Franse kampioenschappen (baan), achtervolging, Elite
- 1e in Franse kampioenschappen, individuele tijdrit, Elite
- 1e in Eindklassement Tour de Bretagne
- 1e in Wereldkampioenschappen (baan), achtervolging, Elite
- 1e in 1e etappe Tour du Finistère
- 1e in Proloog Tour du Finistère
- 1e in 2e etappe Tour du Finistère
- 1e in 3e etappe Tour du Finistère
- 1e in 4e etappe Tour du Finistère
- 1e in 5e etappe Tour du Finistère
- 1e in Eindklassement Tour du Finistère
- 2e in Olympische Spelen (baan), achtervolging, Elite
- 38e in Olympische Spelen, Op de weg, Elite (V), Buckhead, Atlanta
- 5e in Olympische Spelen, individuele tijdrit, Elite

1999
- 2e in Franse kampioenschappen (baan), achtervolging, Elite
- 3e in Franse kampioenschappen (baan), puntenkoers, Elite
- 1e in Wereldkampioenschappen (baan), achtervolging, Elite
- 3e in Wereldkampioenschappen (baan), puntenkoers, Elite
- 2e in 1e etappe Giro d'Italia Donne
- 1e in Cali, achtervolging
- 1e in Cali, puntenkoers

2000
- 1e in Franse kampioenschappen (baan), achtervolging, Elite
- 1e in Franse kampioenschappen (baan), puntenkoers, Elite
- 3e in Franse kampioenschappen, individuele tijdrit, Elite
- 3e in Wereldkampioenschappen (baan), puntenkoers, Elite
- 2e in Olympische Spelen (baan), achtervolging, Elite
- 1e in Route Féminine du Vignoble Nantais

## Ploegen
- 1999 — Acca Due O (Italië)
- 2000 — Acca Due O-Lorena Camichie (Litouwen)
- 2004 — Basis-Aude (Canada)